# ローワン・アトキンソンのヒトvsハチ
『ローワン・アトキンソンのヒトvsハチ』（原題：Man vs. Bee）は、ローワン・アトキンソン主演で2022年にNetflixで配信されたドラマ。
2022年6月24日にNetflixで配信され、批評家からおおむね好評を博した。続編シリーズが制作中である。

## ストーリー
ハウスシッターのトレヴァーは裕福な夫婦のモダンな邸宅で留守番をしている間に蜂との戦いに巻き込まれる。

## キャスト
※括弧内は日本語吹替。
- トレヴァー：ローワン・アトキンソン（岩崎ひろし）
- ニーナ：ジン・ルージ（村中知）
- クリスチャン：ジュリアン・リンド＝タット（宮内敦士）
- マディ：インディア・ファウラー（釘宮理恵）
- ジェス：クローディー・ブレイクリー（杉山滋美）